# Kenneth Eriksson
Kenneth Eriksson (Suecia, 13 de mayo de 1957) es un piloto de rally sueco que ha competido en el Campeonato del Mundo de Rally desde 1980 hasta 2002. Ha participado en 138 pruebas con diferentes equipos, acumulando seis victorias y 21 podios. Resultó tercero en la temporada 1995, cuarto en 1996, quinto en 1991 y 1997, y sexto en 1989 y 1993. Además obtuvo el Campeonato Mundial de Grupo A en 1986 y ganó el Campeonato Asia-Pacífico de Rally entre 1995 y 1997.

## Carrera deportiva
Eriksson en el mundial en el Rally de Suecia de 1980, prueba que repitió 4 años seguidos. No fue hasta 1986 cuando corrió el calendario completo del Campeonato Mundial de 1986 al volante de un Volkswagen Golf oficial, resultando campeón del Grupo A. En 1987 desapareció el Grupo B, por lo que siguió con Volkswagen Golf Grupo A pero ahora como clase principal. Triunfó en Costa de Marfil, fue segundo en Nueva Zelanda y tercero en Portugal, por lo que finalizó cuarto en el campeonato.
En 1988 se incorporó al equipo oficial Toyota, puntuando en tres de seis participaciones. En 1989 obtuvo un segundo puesto, un tercero y dos cuartos, de modo que alcanzó la sexta posición de campeonato.
El sueco se convirtió en piloto oficial de Mitsubishi en 1990. Fue segundo en Gran Bretaña y tercero en Finlandia, pero abandonó en las demás cuatro carreras que disputó al volante de un Mitsubishi Galant, quedando así octavo en la clasificación final. En 1991 triunfó en Suecia y obtuvo otros tres podios, por lo que se ubicó quinto en el campeonato. En 1992 disputó cuatro carreras, resultando séptimo en Gran Bretaña.
Eriksson debutó el nuevo Mitsubishi Lancer en 1993, logrando un segundo puesto, un cuarto y dos quintos, que lo llevaron a la sexta posición final. En 1994 obtuvo un cuarto puesto y un quinto en tres participaciones. En 1995 consiguió dos victorias en Suecia y Australia, así como un quinto puesto en Australia, que le bastó para ubicarse tercero en el campeonato, luego de la exclusión de los pilotos oficiales de Toyota.
El piloto pasó al equipo oficial de Subaru en 1996. Obtuvo tres podios y puntuó en ocho carreras con un Subaru Impreza, por lo que se colocó cuarto en el campeonato. En 1997 consiguió dos victorias en Suecia y Nueva Zelanda, y dos terceros puestos en Argentina e Indonesia, pero abandonó en seis carreras, de modo que resultó quinto en el campeonato.
En 1998 resultó cuarto en Suecia con el equipo oficial Subaru, tras lo cual se incorporó a Hyundai para pilotar un Hyundai Coupé de la clase Kit Car. En 2000, el equipo pasó a competir en la clase principal del Campeonato Mundial de Rally con el nuevo Hyundai Accent WRC. El piloto obtuvo un sexto puesto en Gran Bretaña como único resultado puntuable.
2002 fue la última temporada de Eriksson en el Campeonato Mundial de Rally, año que corrió con el equipo Skoda Motorsport a bordo de un Skoda Octavia WRC, obteniendo un sexto puesto en Argentina.

## Resultados

### Campeonato Mundial de Rally
| Año     | Equipo                      | Automóvil                 | 1       | 2       | 3       | 4       | 5       | 6       | 7       | 8       | 9       | 10      | 11      | 12      | 13      | 14      | Pos. | Puntos |
| ------- | --------------------------- | ------------------------- | ------- | ------- | ------- | ------- | ------- | ------- | ------- | ------- | ------- | ------- | ------- | ------- | ------- | ------- | ---- | ------ |
| 1980    | Kenneth Eriksson            | Saab 96 V4                | SUE 51  |         |         |         |         |         |         |         |         |         |         |         |         |         | -    | 0      |
| 1981    | Kenneth Eriksson            | Saab 96 V4                | SUE 31  |         |         |         |         |         |         |         |         |         |         |         |         |         | -    | 0      |
| 1982    | Kenneth Eriksson            | Saab 96 V4                | SUE 15  |         |         |         |         |         |         |         |         |         |         |         |         |         | -    | 0      |
| 1983    | Kenneth Eriksson            | Opel Ascona               | SUE 16  |         |         |         |         |         |         |         |         |         |         |         |         |         | -    | 0      |
| 1984    | Opel Team Sweden            | Opel Kadett GT/E          | SUE 7   |         |         |         |         |         |         |         |         |         |         |         |         |         | 37   | 4      |
| 1984    | Kenneth Eriksson            | Opel Kadett GSI           |         | GBR Ret |         |         |         |         |         |         |         |         |         |         |         |         | 37   | 4      |
| 1985    | Kenneth Eriksson            | Opel Kadett GSI           | SUE 10  |         |         |         |         |         |         |         |         |         |         |         |         |         | 69º  | 1      |
| 1986    | Volkswagen Motorsport       | Volkswagen Golf GTI 16V   | MON 9   | SUE 7   | POR NF  | KEN NF  | FRA 8   | GRI 7   | NZL 7   | ARG 5   | FIN 12  | ITA* 5  | GBR 11  |         |         |         | 10º  | 25     |
| 1987    | Volkswagen Motorsport       | Volkswagen Golf GTI 16V   | MON 5   | SUE 8   | POR 3   | KEN NF  | FRA NF  | GRI NF  | NZL 2   | ARG 4   | IVK 1   | GBR 9   |         |         |         |         | 4º   | 70     |
| 1988    | Toyota Team Europe          | Toyota Supra Turbo        | KEN 4   |         |         |         |         |         |         |         |         |         |         |         |         |         | 12º  | 22     |
| 1988    | Toyota Team Europe          | Toyota Celica GT-Four     |         | FRA 6   | FIN Ret | ITA 6   |         |         |         |         |         |         |         |         |         |         | 12º  | 22     |
| 1988    | Toyota Team Great Britain   | Toyota Celica GT-Four     |         |         |         |         | GBR Ret |         |         |         |         |         |         |         |         |         | 12º  | 22     |
| 1989    | Toyota Team Sweden          | Toyota Celica GT-Four     | SUE 3   |         |         |         |         |         |         |         |         |         |         |         |         |         | 6º   | 47     |
| 1989    | Toyota Team Europe          | Toyota Celica GT-Four     |         |         |         |         |         | GRI Ret |         |         | FIN 4   | AUS 2   |         |         | GBR 4   |         | 6º   | 47     |
| 1990    | Mitsubishi Ralliart Europe  | Mitsubishi Galant VR-4    | MON Ret | POR Ret |         |         | GRI Ret |         |         | FIN 3   | AUS Ret |         |         | GBR 2   |         |         | 8º   | 27     |
| 1991    | Mitsubishi Ralliart Europe  | Mitsubishi Galant VR-4    | MON Ret | SUE 1   |         |         |         | GRI 7   |         |         | FIN 3   | AUS 2   |         |         |         | GBR 2   | 5º   | 66     |
| 1992    | Mitsubishi Ralliart Europe  | Mitsubishi Galant VR-4    | MON Ret |         | POR Ret |         |         | GRI Ret |         |         |         |         |         |         |         | GBR 7   | 48   | 4      |
| 1993    | Mitsubishi Ralliart         | Mitsubishi Lancer RS      | MON 4   |         | POR 5   |         |         | GRI Ret |         |         | FIN 5   |         |         |         | GBR 2   |         | 6º   | 41     |
| 1994    | Team Mitsubishi Ralliart    | Mitsubishi Lancer Evo II  | MON 5   |         |         |         |         | GRI Ret |         | NZL 4   |         |         |         |         |         |         | 12º  | 18     |
| 1995    | Team Mitsubishi Ralliart    | Mitsubishi Lancer Evo II  |         | ZWE 1   |         |         |         |         |         |         |         |         |         |         |         |         | 3º   | 48     |
| 1995    | Team Mitsubishi Ralliart    | Mitsubishi Lancer Evo III |         |         |         |         |         |         | NZL 5   |         |         | AUS 1   |         |         | GBR Ret |         | 3º   | 48     |
| 1996    | 555 Subaru World Rally Team | Subaru Impreza 555        |         | SUE 5   |         | KEN 2   | IDN Ret |         | GRI 5   | ARG 3   |         | FIN 2   | AUS 5   | ITA 5   | SPA 7   |         | 4º   | 78     |
| 1997    | 555 Subaru World Rally Team | Subaru Impreza WRC97      |         | SUE 1   | KEN Ret | POR Ret |         |         | ARG 3   | GRI Ret | NZL 1   | FIN Ret | IDN 3   |         | AUS Ret | GBR Ret | 5º   | 28     |
| 1998    | 555 Subaru World Rally Team | Subaru Impreza WRC98      |         | SUE 4   |         |         |         |         |         |         |         |         |         |         |         |         | 13º  | 3      |
| 1998    | Hyundai Motor Sport         | Hyundai Coupe             |         |         |         | POR Ret | SPA 21  |         | ARG Ret | GRI Ret |         | FIN Ret | ITA Ret | AUS 22  | GBR Ret |         | 13º  | 3      |
| 1998    | Hyundai Motor Sport         | Hyundai Coupé Evo 2       |         |         |         |         |         |         |         |         | NZL 20  |         |         |         |         |         | 13º  | 3      |
| 1999    | Hyundai Motor Sport         | Hyundai Coupé Evo 2       |         | SUE Ret |         | POR 14  | SPA Ret |         |         | GRI 15  | NZL 17  | FIN Ret | CHN 11  | ITA Ret | AUS 9   | GBR 25  | -    | 0      |
| 2000    | Hyundai Castrol WRT         | Hyundai Accent WRC        |         | SUE 13  |         | POR Ret | SPA 23  | ARG 8   | GRI Ret | NZL 5   | FIN 15  |         | FRA Ret | ITA 45  | AUS 4   | GBR Ret | 11º  | 5      |
| 2001    | Hyundai Castrol WRT         | Hyundai Accent WRC        |         | SUE 8   |         |         |         |         |         |         |         |         |         |         |         |         | 21º  | 1      |
| 2001    | Hyundai Castrol WRT         | Hyundai Accent WRC2       |         |         | POR 7   |         | ARG Ret | CYP Ret | GRI Ret |         | FIN 12  | NZL 10  |         |         | AUS 12  | GBR 6   | 21º  | 1      |
| 2002    | Škoda Motorsport            | Škoda Octavia WRC Evo 2   | MON 13  | SUE Ret | FRA Ret | SPA 17  | CYP 9   | ARG 6   | GRI 14  | KEN Ret |         |         |         |         |         |         | 17º  | 1      |
| 2002    | Škoda Motorsport            | Škoda Octavia WRC Evo 3   |         |         |         |         |         |         |         |         | FIN Ret | DUI 10  | ITA 11  | NZL Ret | AUS 8   | GBR 13  | 17º  | 1      |
| Fuente: |                             |                           |         |         |         |         |         |         |         |         |         |         |         |         |         |         |      |        |

### Victorias WRC
| N.º | Año  | Rally                            | Copiloto          | Automóvil                 |
| --- | ---- | -------------------------------- | ----------------- | ------------------------- |
| 1   | 1987 | 19ème Rallye Côte d'Ivoire       | Peter Diekmann    | Volkswagen Golf GTI 16V   |
| 2   | 1991 | 40th International Swedish Rally | Staffan Parmander | Mitsubishi Galant VR-4    |
| 3   | 1995 | 44th International Swedish Rally | Staffan Parmander | Mitsubishi Lancer Evo II  |
| 4   | 1995 | 8th Telstra Rally Australia      | Staffan Parmander | Mitsubishi Lancer Evo III |
| 5   | 1997 | 46th International Swedish Rally | Staffan Parmander | Subaru Impreza WRC        |
| 6   | 1997 | 27th Smokefree Rally New Zealand | Staffan Parmander | Subaru Impreza WRC        |

### Rally Dakar
| Año     | Categoría | Vehículo   | Posición | Etapas |
| ------- | --------- | ---------- | -------- | ------ |
| 1991    | Coches    | Mitsubishi | 4.º      | 5      |
| Fuente: |           |            |          |        |

## Referencia
1. ↑  «El piloto local Kenneth Eriksson supera a Carlos Sainz en Suecia». elpais.com. Consultado el 27 de junio de 2025.
2. ↑  «Kenneth Eriksson - results». www.ewrc-results.com. Consultado el 27 de junio de 2025.
3. ↑  «DAKAR 2025 - Guía Historíca». www.dakar.com. Consultado el 31 de diciembre de 2024.